# NGC 1184
NGC 1184 是仙王座的一個星系。它是一个比较暗的漩涡星系，其星系的平面几乎与从地球上看出去的视线平行。它的核心部分比较大、比较明亮。
 维基共享资源上的相關多媒體資源：NGC 1184
- NED – NGC 1184
- SEDS – NGC 1184
- SIMBAD – NGC 1184
- VizieR – NGC 1184